# Đập Bạch Hạc Than
Đập Bạch Hạc Than (tiếng Trung giản thể  白鹤滩大坝) là một đập thủy điện lớn được xây dựng trên sông Kim Sa, một nhánh của sông Trường Giang ở tỉnh Tứ Xuyên và Vân Nam, phía tây nam Trung Quốc. Đập là một đập vòm cong cao 289 m với chiều dài đỉnh là 709 mChiều rộng của nó sẽ là 84 m ở chân đế và 13 m ở đỉnh.
Nhà máy thủy điện đập Bạch Hạc Than sẽ sử dụng 16 tuabin, mỗi tuabin có công suất phát 1,000 MW, đưa tổng công suất lắp đặt lên 16,000 MW, đây sẽ là nhà máy thủy điện lớn thứ hai trên thế giới, sau đập Tam Hiệp. Khi hoàn thành, nó sẽ là con đập lớn thứ ba ở Trung Quốc và thứ tư trên thế giới, về khối lượng đập. Việc xây dựng trên đập bắt đầu vào năm 2017. Hoàn thành vào 20/12/2022.